# Винногорлый селасфорус
Винногорлый селасфорус (лат. Selasphorus flammula) — вид птиц рода колибри-селасфорусы, семейства колибри. Обитает в Коста-Рике и Панаме.

## Описание
Этот вид колибри имеет длину от 7,5 до 8 см. Самцы весят около 2,5 г, а самки 2,8 г. У обоих полов всех подвидов короткий чёрный клюв и небольшое белое пятно за глазом.
Взрослый самец номинативного подвида имеет бронзово-зелёную верхнюю часть тела и чёрные внешние рулевые перья с рыжими краями. Горло розовато-лиловое, а остальная часть нижней части в основном белая. Бока груди имеют охристый или бледно-коричневый оттенок и зелёные крапинки.
Взрослая самка сверху также бронзово-зелёная. Центральные рулевые перья зелёные, а остальные имеют рыжее основание, чёрную полосу на конце и кончики от охристого до белого цвета. Горло беловатое с тёмными бронзовыми крапинками, а остальные части тела такие же как у самца. Молодые особи похожи на взрослых самок, но имеют охристую бахрому на перьях верхней части тела.

## Подвиды
Выделяют три подвида:
- S. f. flammula
- S. f. torridus
- S. f. simoni

Все три подвида иногда рассматриваются как отдельные виды

## Статус
МСОП винногорлому селасфорусу был присвоен статус вида, вызывающего наименьшие опасения. Он имеет довольно большой ареал и стабильную популяцию от 20 до 50 тысяч взрослых особей. Все три подвида встречаются на охраняемых территориях, а за их пределами они могут получать выгоду от деятельности человека[прояснить], поскольку они чаще встречаются на открытом пространстве, чем в лесу.